# 주한 아제르바이잔 대사관
주한 아제르바이잔 대사관(아제르바이잔어: Azərbaycanın Koreya Respublikasındakı Səfirliyi)은 대한민국 서울특별시 용산구 한남동(이태원로45길 63)에 있는 아제르바이잔 대사관이다. 현직 주한 아제르바이잔 대사는 람지 테이무로프이다.

## 역사
아제르바이잔과 대한민국 양국은 1992년에 수교했다. 그 동안에는 주중국 아제르바이잔 대사관 및 주우즈베키스탄 대한민국 대사관에서 겸임해왔다가 2007년 상호간 대사관이 설치되었다.

## 주요 업무
주요 업무는 대한민국 정부와의 외교, 교섭, 투자 유치 활동, 대한민국 거주 아제르바이잔 국민의 보호 육성, 외교 정책 홍보, 문화, 학술, 체육 협력, 여권, 입국 사증 발급 및 영사 확인 업무 등이다.

## 같이 보기
- 아제르바이잔의 재외공관 목록
- 주아제르바이잔 대한민국 대사관
- 대한민국 주재 외국공관 목록
- 대한민국-아제르바이잔 관계